# ميغيل هرنانديز أورتيز
ميغيل هرنانديز أورتيز (بالإسبانية: Miguel Hernández Ortiz)‏ (19 يوليو 1984 بسانتياغو في تشيلي - ) هو مدرب كرة قدم ولاعب كرة قدم تشيلي في مركز الهجوم. لعب مع نادي أونيفرسيداد دي تشيلي وسانتياغو مورنينغ ‏ وأونيفرسيداد دي كونسيبسيون ‏.

## وصلات خارجية
- ميغيل هرنانديز أورتيز على موقع AS.com (الإسبانية)